# Wereldbeker snowboarden 2017/2018
De wereldbeker snowboarden 2017/2018 (officieel: FIS World Cup Snowboard 2017/2018) begon op 3 september 2017 in het Nieuw-Zeelandse Cardrona (Cardrona Alpine Resort) en eindigde op 24 maart 2018 in de Canadese stad Quebec.

## Mannen

### Uitslagen
Legenda
- PGS = Parallelreuzenslalom
- PSL = Parallelslalom
- SBX = Snowboardcross
- HP = Halfpipe
- SBS = Slopestyle
- BA = Big air

| Datum | Plaats            | Onderdeel  | Eerste                                    | Tweede                                           | Derde                                            |
| --- | ----------------- | ---------- | ----------------------------------------- | ------------------------------------------------ | ------------------------------------------------ |
| 04/09/2017                                                                                                  | Cardrona          | SBS        | Marcus Kleveland                          | Darcy Sharpe                                     | Carlos Garcia Knight                             |
| 08/09/2017                                                                                                  | Cardrona          | HP         | Yuto Totsuka                              | Ayumu Hirano                                     | Patrick Burgener                                 |
| 09/09/2017                                                                                                  | Cerro Catedral    | SBX        | Alex Pullin                               | Emanuel Perathoner                               | Jonathan Cheever                                 |
| 10/09/2017                                                                                                  | Cerro Catedral    | SBX        | Alex Pullin                               | Alessandro Hämmerle                              | Mick Dierdorff                                   |
| 04/11/2017                                                                                                  | Kopenhagen        | BA         | Afgelast                                  | Afgelast                                         | Afgelast                                         |
| 11/11/2017                                                                                                  | Milaan            | BA         | Chris Corning                             | Redmond Gerard                                   | Kyle Mack                                        |
| 25/11/2017                                                                                                  | Peking            | BA         | Mark McMorris                             | Tiarn Collins                                    | Torgeir Bergrem                                  |
| 02/12/2017                                                                                                  | Mönchengladbach   | BA         | Marcus Kleveland                          | Yuri Okubo                                       | Kalle Järvilehto                                 |
| 09/12/2017                                                                                                  | Copper Mountain   | HP         | Ayumu Hirano                              | Ben Ferguson                                     | Shaun White                                      |
| 10/12/2017                                                                                                  | Copper Mountain   | BA         | Mons Røisland                             | Chris Corning                                    | Chandler Hunt                                    |
| 13/12/2017                                                                                                  | Val Thorens       | SBX        | Paul Berg                                 | Adam Lambert                                     | Lucas Eguibar                                    |
| 14/12/2017                                                                                                  | Carezza           | PGS        | Andrej Sobolev                            | Nevin Galmarini                                  | Dario Caviezel                                   |
| 15/12/2017                                                                                                  | Cortina d'Ampezzo | PGS        | Alexander Payer                           | Roland Fischnaller                               | Sylvain Dufour                                   |
| 16/12/2017                                                                                                  | Cortina d'Ampezzo | PSL        | Roland Fischnaller                        | Edwin Coratti                                    | Dmitri Loginov                                   |
| 16/12/2017                                                                                                  | Montafon          | SBX        | Jarryd Hughes                             | Alessandro Hämmerle                              | Markus Schairer                                  |
| 17/12/2017                                                                                                  | Montafon          | SBX (team) | Spanje I Regino Hernandez Lucas Eguibar   | Oostenrijk I Alessandro Hämmerle Markus Schairer | Frankrijk I Merlin Surget Pierre Vaultier        |
| 21/12/2017                                                                                                  | Secret Garden     | HP         | Ayumu Hirano                              | Raibu Katayama                                   | Yuto Totsuka                                     |
| 22/12/2017                                                                                                  | Cervinia          | SBX        | Omar Visintin                             | Pierre Vaultier                                  | Alex Pullin                                      |
| 05/01/2018                                                                                                  | Lackenhof         | PGS        | Nevin Galmarini                           | Rok Marguč                                       | Alexander Payer                                  |
| 12/01/2018                                                                                                  | Bad Gastein       | PSL        | Dmitri Loginov                            | Andrej Sobolev                                   | Maurizio Bormolini                               |
| 12/01/2018                                                                                                  | Snowmass          | SBS        | Redmond Gerard                            | Hiroaki Kinutake                                 | Tiarn Collins                                    |
| 13/01/2018                                                                                                  | Snowmass          | HP         | Shaun White                               | Scotty James                                     | Yuto Totsuka                                     |
| 19/01/2018                                                                                                  | Laax              | SBS        | Afgelast                                  | Afgelast                                         | Afgelast                                         |
| 20/01/2018                                                                                                  | Laax              | HP         | Iouri Podladtchikov                       | Yuto Totsuka                                     | Zhang Yiwei                                      |
| 20/01/2018                                                                                                  | Erzurum           | SBX        | Omar Visintin                             | Pierre Vaultier                                  | Alessandro Hämmerle                              |
| 21/01/2018                                                                                                  | Erzurum           | SBX (team) | Italië I Emanuel Perathoner Omar Visintin | Oostenrijk I Alessandro Hämmerle Markus Schairer | Verenigde Staten IV Nate Holland Alex Deibold    |
| 20/01/2017                                                                                                  | Rogla             | PGS        | Andreas Prommegger                        | Edwin Coratti                                    | Benjamin Karl                                    |
| 21/01/2017                                                                                                  | Rogla             | PGS        | Benjamin Karl                             | Radoslav Yankov                                  | Roland Fischnaller                               |
| 26/01/2018                                                                                                  | Bansko            | PGS        | Jasey-Jay Anderson                        | Nevin Galmarini                                  | Edwin Coratti                                    |
| 27/01/2018                                                                                                  | Bansko            | SBX        | Pierre Vaultier                           | Christopher Robanske                             | Alessandro Hämmerle                              |
| 28/01/2018                                                                                                  | Bansko            | PGS        | Nevin Galmarini                           | Edwin Coratti                                    | Andreas Prommegger                               |
| 03/02/2018                                                                                                  | Feldberg          | SBX        | Julian Lüftner                            | Pierre Vaultier                                  | Ken Vuagnoux                                     |
| 04/02/2018                                                                                                  | Feldberg          | SBX        | Pierre Vaultier                           | Michele Godino                                   | Paul Berg                                        |
| 9 tot en met 25 februari 2018: Olympische Winterspelen 2018 in Pyeongchang (telt niet mee voor wereldbeker) |                   |            |                                           |                                                  |                                                  |
| 03/03/2018                                                                                                  | La Molina         | SBX        | Alessandro Hämmerle                       | Hanno Douschan                                   | Emanuel Perathoner                               |
| 03/03/2018                                                                                                  | Kayseri           | PGS        | Stefan Baumeister                         | Edwin Coratti                                    | Tim Mastnak                                      |
| 10/03/2018                                                                                                  | Scuol             | PGS        | Tim Mastnak                               | Oskar Kwiatkowski                                | Nevin Galmarini                                  |
| 10/03/2018                                                                                                  | Moskou            | SBX        | Alessandro Hämmerle                       | Pierre Vaultier                                  | Omar Visintin                                    |
| 11/03/2018                                                                                                  | Moskou            | SBX (team) | Italië I Emanuel Perathoner Omar Visintin | Oostenrijk IV Alessandro Hämmerle Julian Lüftner | Verenigde Staten VI Senna Leith Jake Vedder      |
| 17/03/2018                                                                                                  | Seiser Alm        | SBS        | Chris Corning                             | Fridtjof Tischendorf                             | Lyon Farrell                                     |
| 17/03/2018                                                                                                  | Veysonnaz         | SBX        | Nate Holland                              | Mick Dierdorff                                   | Lucas Eguibar                                    |
| 18/03/2018                                                                                                  | Veysonnaz         | SBX (team) | Duitsland I Paul Berg Konstantin Schad    | Spanje I Regino Hernández Lucas Eguibar          | Oostenrijk VI Alessandro Hämmerle Hanno Douschan |
| 17/03/2018                                                                                                  | Winterberg        | PSL        | Roland Fischnaller                        | Sebastian Kislinger                              | Rok Marguč                                       |
| 24/03/2018                                                                                                  | Quebec            | BA         | Maxence Parrot                            | Jonas Bösiger                                    | Antoine Truchon                                  |

### Eindstanden
| Parallel (PSL/PGS) | Parallel (PSL/PGS)  | Parallel (PSL/PGS) | Parallel (PSL/PGS) |
| #                  | Naam                | Land               | Punten             |
| ------------------ | ------------------- | ------------------ | ------------------ |
| 1                  | Nevin Galmarini     | SUI                | 6570               |
| 2                  | Roland Fischnaller  | ITA                | 5066               |
| 3                  | Edwin Coratti       | ITA                | 4543,2             |
| 4                  | Andrej Sobolev      | RUS                | 3966               |
| 5                  | Sebastian Kislinger | AUT                | 3900               |
| 6                  | Radoslav Yankov     | BUL                | 3520               |
| 7                  | Andreas Prommegger  | AUT                | 3458,2             |
| 8                  | Alexander Payer     | AUT                | 3382               |
| 9                  | Rok Marguč          | SLO                | 3110               |
| 10                 | Dmitri Sarsembajev  | RUS                | 3080               |

| Freestyle (BA/HP/SBS) | Freestyle (BA/HP/SBS) | Freestyle (BA/HP/SBS) | Freestyle (BA/HP/SBS) |
| #                     | Naam                  | Land                  | Punten                |
| --------------------- | --------------------- | --------------------- | --------------------- |
| 1                     | Chris Corning         | USA                   | 3300                  |
| 2                     | Yuto Totsuka          | JPN                   | 3000                  |
| 3                     | Ayumu Hirano          | JPN                   | 2800                  |
| 4                     | Redmond Gerard        | USA                   | 2470                  |
| 5                     | Marcus Kleveland      | NOR                   | 2000                  |
| 6                     | Hiroaki Kinutake      | JPN                   | 1975,8                |
| 7                     | Raibu Katayama        | JPN                   | 1940                  |
| 8                     | Yuri Okubo            | JPN                   | 1917,6                |
| 9                     | Jonas Bösiger         | SUI                   | 1784                  |
| 10                    | Peetu Piiroinen       | FIN                   | 1650                  |

| Slopestyle (SBS) | Slopestyle (SBS)     | Slopestyle (SBS) | Slopestyle (SBS) |
| #                | Naam                 | Land             | Punten           |
| ---------------- | -------------------- | ---------------- | ---------------- |
| 1                | Chris Corning        | USA              | 1500             |
| 2                | Redmond Gerard       | USA              | 1450             |
| 3                | Marcus Kleveland     | NOR              | 1000             |
| 4                | Hiroaki Kunitake     | JPN              | 920              |
| 5                | Lyon Farrell         | USA              | 890              |
| 6                | Judd Henkes          | USA              | 870              |
| 7                | Darcy Sharpe         | CAN              | 800              |
| 7                | Fridtjof Tischendorf | NOR              | 800              |
| 9                | Rene Rinnekangas     | FIN              | 790              |
| 10               | Moritz Thönen        | SUI              | 690              |

| Parallelslalom (PSL) | Parallelslalom (PSL) | Parallelslalom (PSL) | Parallelslalom (PSL) |
| #                    | Naam                 | Land                 | Punten               |
| -------------------- | -------------------- | -------------------- | -------------------- |
| 1                    | Roland Fischnaller   | ITA                  | 2200                 |
| 2                    | Dmitri Loginov       | RUS                  | 1800                 |
| 3                    | Sebastian Kislinger  | AUT                  | 1380                 |
| 4                    | Maurizio Bormolini   | ITA                  | 1340                 |
| 5                    | Edwin Coratti        | ITA                  | 1135                 |
| 6                    | Andrej Sobolev       | RUS                  | 1090                 |
| 7                    | Nevin Galmarini      | SUI                  | 1040                 |
| 8                    | Rok Marguč           | SLO                  | 850                  |
| 9                    | Christoph Mick       | ITA                  | 830                  |
| 10                   | Radoslav Yankov      | BUL                  | 780                  |

| Big Air (BA) | Big Air (BA)     | Big Air (BA) | Big Air (BA) |
| #            | Naam             | Land         | Punten       |
| ------------ | ---------------- | ------------ | ------------ |
| 1            | Chris Corning    | USA          | 1800         |
| 2            | Yuri Okubo       | JPN          | 1500         |
| 3            | Jonas Bösiger    | SUI          | 1464         |
| 4            | Maxence Parrot   | CAN          | 1450         |
| 5            | Mons Røisland    | NOR          | 1278,2       |
| 6            | Antoine Truchon  | CAN          | 1100         |
| 7            | Hiroaki Kunitake | JPN          | 1055,8       |
| 8            | Clemens Millauer | AUT          | 1026,1       |
| 9            | Redmond Gerard   | USA          | 1020         |
| 10           | Marcus Kleveland | NOR          | 1000         |
| 10           | Mark McMorris    | CAN          | 1000         |

| Snowboardcross (SBX) | Snowboardcross (SBX) | Snowboardcross (SBX) | Snowboardcross (SBX) |
| #                    | Naam                 | Land                 | Punten               |
| -------------------- | -------------------- | -------------------- | -------------------- |
| 1                    | Pierre Vaultier      | FRA                  | 7400                 |
| 2                    | Alessandro Hämmerle  | AUT                  | 6100                 |
| 3                    | Alex Pullin          | AUS                  | 5306                 |
| 4                    | Paul Berg            | GER                  | 3755,5               |
| 5                    | Omar Visintin        | FRA                  | 3690                 |
| 6                    | Lucas Eguibar        | ESP                  | 3276,1               |
| 7                    | Mick Dierdorff       | USA                  | 3064                 |
| 8                    | Emanuel Perathoner   | ITA                  | 2858,7               |
| 9                    | Adam Lambert         | AUS                  | 2792,2               |
| 10                   | Regino Hernández     | ESP                  | 2722                 |

| Parallelreuzenslalom (PGS) | Parallelreuzenslalom (PGS) | Parallelreuzenslalom (PGS) | Parallelreuzenslalom (PGS) |
| #                          | Naam                       | Land                       | Punten                     |
| -------------------------- | -------------------------- | -------------------------- | -------------------------- |
| 1                          | Nevin Galmarini            | SUI                        | 5530                       |
| 2                          | Edwin Coratti              | ITA                        | 3408,3                     |
| 3                          | Benjamin Karl              | AUT                        | 2940                       |
| 4                          | Alexander Payer            | AUT                        | 2904                       |
| 5                          | Andrej Sobolev             | RUS                        | 2876                       |
| 6                          | Roland Fischnaller         | ITA                        | 2866                       |
| 7                          | Andreas Prommegger         | AUT                        | 2780                       |
| 8                          | Radoslav Yankov            | BUL                        | 2740                       |
| 9                          | Tim Mastnak                | SLO                        | 2717                       |
| 10                         | Sylvain Dufour             | FRA                        | 2620                       |

| Halfpipe (HP) | Halfpipe (HP)    | Halfpipe (HP) | Halfpipe (HP) |
| #             | Naam             | Land          | Punten        |
| ------------- | ---------------- | ------------- | ------------- |
| 1             | Yuto Totsuka     | JPN           | 3000          |
| 2             | Ayumu Hirano     | JPN           | 2800          |
| 3             | Raibu Katayama   | JPN           | 1940          |
| 4             | Shaun White      | USA           | 1600          |
| 5             | Taku Hiraoka     | JPN           | 1490          |
| 6             | Ben Ferguson     | USA           | 1430          |
| 7             | Naito Ando       | JPN           | 1430          |
| 8             | Patrick Burgener | SUI           | 1290          |
| 9             | Zhang Yiwei      | CHN           | 1250          |
| 10            | Peetu Piiroinen  | FIN           | 1126          |

| Snowboardcrossteam (BXT) | Snowboardcrossteam (BXT) | Snowboardcrossteam (BXT) |
| #                        | Land                     | Punten                   |
| ------------------------ | ------------------------ | ------------------------ |
| 1                        | Italië I                 | 2950                     |
| 2                        | Spanje I                 | 2700                     |
| 3                        | Duitsland I              | 1820                     |
| 4                        | Frankrijk I              | 1740                     |
| 5                        | Oostenrijk I             | 1600                     |
| 6                        | Zwitserland I            | 900                      |
| 7                        | Oostenrijk IV            | 800                      |
| 8                        | Nederland I              | 800                      |
| 9                        | Oostenrijk IV            | 740                      |
| 10                       | Oostenrijk II            | 640                      |

## Vrouwen

### Uitslagen
Legenda
- PGS = Parallelreuzenslalom
- PSL = Parallelslalom
- SBX = Snowboardcross
- HP = Halfpipe
- SBS = Slopestyle
- BA = Big air

| Datum | Plaats            | Onderdeel  | Eerste                                          | Tweede                                      | Derde                                      |
| --- | ----------------- | ---------- | ----------------------------------------------- | ------------------------------------------- | ------------------------------------------ |
| 04/09/2017                                                                                                  | Cardrona          | SBS        | Jamie Anderson                                  | Miyabi Onitsuka                             | Zoi Sadowski-Synnott                       |
| 08/09/2017                                                                                                  | Cardrona          | HP         | Chloe Kim                                       | Kelly Clark                                 | Maddie Mastro                              |
| 09/09/2017                                                                                                  | Cerro Catedral    | SBX        | Chloé Trespeuch                                 | Lindsey Jacobellis                          | Nelly Moenne-Loccoz                        |
| 10/09/2017                                                                                                  | Cerro Catedral    | SBX        | Lindsey Jacobellis                              | Eva Samková                                 | Chloé Trespeuch                            |
| 04/11/2017                                                                                                  | Kopenhagen        | BA         | Afgelast                                        | Afgelast                                    | Afgelast                                   |
| 11/11/2017                                                                                                  | Milaan            | BA         | Anna Gasser                                     | Katie Ormerod                               | Sina Candrian                              |
| 25/11/2017                                                                                                  | Peking            | BA         | Anna Gasser                                     | Miyabi Onitsuka                             | Enni Rukajärvi                             |
| 02/12/2017                                                                                                  | Mönchengladbach   | BA         | Carla Somaini                                   | Miyabi Onitsuka                             | Christy Prior                              |
| 09/12/2017                                                                                                  | Copper Mountain   | HP         | Chloe Kim                                       | Maddie Mastro                               | Kelly Clark                                |
| 10/12/2017                                                                                                  | Copper Mountain   | BA         | Reira Iwabuchi                                  | Julia Marino                                | Silje Norendal                             |
| 13/12/2017                                                                                                  | Val Thorens       | SBX        | Lindsey Jacobellis                              | Chloé Trespeuch                             | Michela Moioli                             |
| 14/12/2017                                                                                                  | Carezza           | PGS        | Ester Ledecká                                   | Ramona Hofmeister                           | Ina Meschik                                |
| 16/12/2017                                                                                                  | Cortina d'Ampezzo | PGS        | Ester Ledecká                                   | Selina Jörg                                 | Claudia Riegler                            |
| 16/12/2017                                                                                                  | Cortina d'Ampezzo | PSL        | Sabine Schöffmann                               | Julie Zogg                                  | Natalja Soboleva                           |
| 16/12/2017                                                                                                  | Montafon          | SBX        | Michela Moioli                                  | Faye Gulini                                 | Nelly Moenne-Loccoz                        |
| 17/12/2017                                                                                                  | Montafon          | SBX (team) | Frankrijk I Chloé Trespeuch Nelly Moenne-Loccoz | Canada I Meryeta Odine Zoe Bergermann       | Rusland I Kristina Paul Maria Vasiltsova   |
| 21/12/2017                                                                                                  | Secret Garden     | HP         | Liu Jiayu                                       | Sena Tomita                                 | Cai Xuetong                                |
| 22/12/2017                                                                                                  | Cervinia          | SBX        | Michela Moioli                                  | Nelly Moenne-Loccoz                         | Julia Pereira de Sousa                     |
| 05/01/2018                                                                                                  | Lackenhof         | PGS        | Ester Ledecká                                   | Julia Dujmovits                             | Ladina Jenny                               |
| 12/01/2018                                                                                                  | Bad Gastein       | PSL        | Ramona Hofmeister                               | Jekaterina Toedegesjeva                     | Michelle Dekker                            |
| 12/01/2018                                                                                                  | Snowmass          | SBS        | Christy Prior                                   | Reira Iwabuchi                              | Tess Coady                                 |
| 13/01/2018                                                                                                  | Snowmass          | HP         | Queralt Castellet                               | Chloe Kim                                   | Maddie Mastro                              |
| 19/01/2018                                                                                                  | Laax              | SBS        | Afgelast                                        | Afgelast                                    | Afgelast                                   |
| 20/01/2018                                                                                                  | Laax              | HP         | Liu Jiayu                                       | Cai Xuetong                                 | Queralt Castellet                          |
| 20/01/2018                                                                                                  | Erzurum           | SBX        | Eva Samková                                     | Chloé Trespeuch                             | Michela Moioli                             |
| 21/01/2018                                                                                                  | Erzurum           | SBX (team) | Frankrijk I Chloé Trespeuch Nelly Moenne-Loccoz | Tsjechië I Vendula Hopjáková Eva Samková    | Canada I Meryeta Odine Zoe Bergermann      |
| 20/01/2017                                                                                                  | Rogla             | PGS        | Ester Ledecká                                   | Claudia Riegler                             | Julia Dujmovits                            |
| 21/01/2017                                                                                                  | Rogla             | PGS        | Ramona Hofmeister                               | Sabine Schöffmann                           | Alena Zavarzina                            |
| 26/01/2018                                                                                                  | Bansko            | PGS        | Ester Ledecká                                   | Selina Jörg                                 | Ramona Hofmeister                          |
| 27/01/2018                                                                                                  | Bansko            | SBX        | Charlotte Bankes                                | Michela Moioli                              | Nelly Moenne-Loccoz                        |
| 28/01/2018                                                                                                  | Bansko            | PSL        | Julia Dujmovits                                 | Ramona Hofmeister                           | Selina Jörg                                |
| 03/02/2018                                                                                                  | Feldberg          | SBX        | Michela Moioli                                  | Zoe Bergermann                              | Julia Pereira de Sousa                     |
| 04/02/2018                                                                                                  | Feldberg          | SBX        | Michela Moioli                                  | Charlotte Bankes                            | Chloé Trespeuch                            |
| 9 tot en met 25 februari 2018: Olympische Winterspelen 2018 in Pyeongchang (telt niet mee voor wereldbeker) |                   |            |                                                 |                                             |                                            |
| 03/03/2018                                                                                                  | La Molina         | SBX        | Eva Samková                                     | Nelly Moenne-Loccoz                         | Charlotte Bankes                           |
| 03/03/2018                                                                                                  | Kayseri           | PGS        | Milena Bykova                                   | Ester Ledecká                               | Daniela Ulbing                             |
| 10/03/2018                                                                                                  | Scuol             | PGS        | Ester Ledecká                                   | Alena Zavarzina                             | Ladina Jenny                               |
| 10/03/2018                                                                                                  | Moskou            | SBX        | Eva Samková                                     | Nelly Moenne-Loccoz                         | Michela Moioli                             |
| 11/03/2018                                                                                                  | Moskou            | SBX (team) | Frankrijk I Nelly Moenne-Loccoz Chloé Trespeuch | Canada III Zoe Bergermann Tess Critchlow    | Zwitserland II Lara Casanova Simona Meiler |
| 16/03/2018                                                                                                  | Seiser Alm        | SBS        | Sofia Fedorova                                  | Silje Norendal                              | Šárka Pančochová                           |
| 17/03/2018                                                                                                  | Veysonnaz         | SBX        | Michela Moioli                                  | Chloé Trespeuch                             | Manon Petit-Lenoir                         |
| 18/03/2018                                                                                                  | Veysonnaz         | SBX (team) | Frankrijk I Nelly Moenne-Loccoz Chloé Trespeuch | Italië IV Sofia Belengheri Raffaella Brutto | Canada III Zoe Bergermann Tess Critchlow   |
| 17/03/2018                                                                                                  | Winterberg        | PSL        | Selina Jörg                                     | Alena Zavarzina                             | Julie Zogg                                 |
| 24/03/2018                                                                                                  | Quebec            | BA         | Julia Marino                                    | Laurie Blouin                               | Loranne Smans                              |

### Eindstanden
| Parallel (PSL/PGS) | Parallel (PSL/PGS)         | Parallel (PSL/PGS) | Parallel (PSL/PGS) |
| #                  | Naam                       | Land               | Punten             |
| ------------------ | -------------------------- | ------------------ | ------------------ |
| 1                  | Ester Ledecká              | CZE                | 7540               |
| 2                  | Selina Jörg                | GER                | 6010               |
| 3                  | Ramona Theresia Hofmeister | GER                | 5390               |
| 4                  | Julia Dujmovits            | AUT                | 5090               |
| 5                  | Jekaterina Toedegesjeva    | RUS                | 4810               |
| 6                  | Alena Zavarzina            | RUS                | 4720               |
| 7                  | Sabine Schöffmann          | AUT                | 4050               |
| 8                  | Julie Zogg                 | SUI                | 3850               |
| 9                  | Daniela Ulbing             | AUT                | 3556               |
| 10                 | Claudia Riegler            | AUT                | 3272               |

| Freestyle (BA/HP/SBS) | Freestyle (BA/HP/SBS) | Freestyle (BA/HP/SBS) | Freestyle (BA/HP/SBS) |
| #                     | Naam                  | Land                  | Punten                |
| --------------------- | --------------------- | --------------------- | --------------------- |
| 1                     | Miyabi Onitsuka       | JPN                   | 3260                  |
| 2                     | Chloe Kim             | USA                   | 2800                  |
| 3                     | Liu Jiayu             | CHN                   | 2640                  |
| 4                     | Sofia Fedorova        | RUS                   | 2530                  |
| 5                     | Reira Iwabuchi        | JPN                   | 2500                  |
| 6                     | Silje Norendal        | NOR                   | 2420                  |
| 7                     | Julia Marino          | USA                   | 2180                  |
| 8                     | Cai Xuetong           | CHN                   | 2040                  |
| 9                     | Anna Gasser           | AUT                   | 2000                  |
| 10                    | Queralt Castellet     | ESP                   | 2000                  |

| Slopestyle (SBS) | Slopestyle (SBS) | Slopestyle (SBS) | Slopestyle (SBS) |
| #                | Naam             | Land             | Punten           |
| ---------------- | ---------------- | ---------------- | ---------------- |
| 1                | Sofia Fedorova   | RUS              | 1720             |
| 2                | Reira Iwabuchi   | JPN              | 1300             |
| 2                | Miyabi Onitsuka  | JPN              | 1300             |
| 4                | Silje Norendal   | NOR              | 1160             |
| 5                | Christy Prior    | NZL              | 1080             |
| 6                | Jamie Anderson   | USA              | 1000             |
| 7                | Jasmine Beard    | CAN              | 790              |
| 8                | Tess Coady       | AUS              | 740              |
| 9                | Šárka Pančochová | CZE              | 720              |
| 10               | Jessika Jenson   | USA              | 670              |

| Parallelslalom (PSL) | Parallelslalom (PSL)       | Parallelslalom (PSL) | Parallelslalom (PSL) |
| #                    | Naam                       | Land                 | Punten               |
| -------------------- | -------------------------- | -------------------- | -------------------- |
| 1                    | Jekaterina Toedegesjeva    | RUS                  | 1700                 |
| 2                    | Selina Jörg                | GER                  | 1690                 |
| 3                    | Julie Zogg                 | SUI                  | 1500                 |
| 4                    | Daniela Ulbing             | AUT                  | 1350                 |
| 5                    | Natalja Soboleva           | RUS                  | 1320                 |
| 6                    | Alena Zavarzina            | RUS                  | 1290                 |
| 7                    | Ramona Theresia Hofmeister | GER                  | 1280                 |
| 8                    | Sabine Schöffmann          | AUT                  | 1260                 |
| 9                    | Michelle Dekker            | NED                  | 1040                 |
| 10                   | Julia Dujmovits            | AUT                  | 880                  |

| Big Air (BA) | Big Air (BA)    | Big Air (BA) | Big Air (BA) |
| #            | Naam            | Land         | Punten       |
| ------------ | --------------- | ------------ | ------------ |
| 1            | Anna Gasser     | AUT          | 2000         |
| 2            | Miyabi Onitsuka | JPN          | 1960         |
| 3            | Julia Marino    | USA          | 1940         |
| 4            | Carla Somaini   | SUI          | 1620         |
| 5            | Cheryl Maas     | NED          | 1480         |
| 6            | Silje Norendal  | NOR          | 1260         |
| 7            | Laurie Blouin   | CAN          | 1250         |
| 8            | Sina Candrian   | SUI          | 1200         |
| 9            | Reira Iwabuchi  | JPN          | 1190         |
| 10           | Yuka Fujimori   | JPN          | 1170         |

| Snowboardcross (SBX) | Snowboardcross (SBX)            | Snowboardcross (SBX) | Snowboardcross (SBX) |
| #                    | Naam                            | Land                 | Punten               |
| -------------------- | ------------------------------- | -------------------- | -------------------- |
| 1                    | Michela Moioli                  | ITA                  | 8410                 |
| 2                    | Chloé Trespeuch                 | FRA                  | 7190                 |
| 3                    | Nelly Moenne-Loccoz             | FRA                  | 6840                 |
| 4                    | Charlotte Bankes                | FRA                  | 6360                 |
| 5                    | Eva Samková                     | CZE                  | 4160                 |
| 6                    | Lindsey Jacobellis              | USA                  | 3780                 |
| 7                    | Aleksandra Jekova               | USA                  | 3480                 |
| 8                    | Julia Pereira de Sousa-Mabileau | FRA                  | 3390                 |
| 9                    | Zoe Bergermann                  | CAN                  | 3130                 |
| 10                   | Raffaella Brutto                | ITA                  | 3100                 |

| Parallelreuzenslalom (PGS) | Parallelreuzenslalom (PGS) | Parallelreuzenslalom (PGS) | Parallelreuzenslalom (PGS) |
| #                          | Naam                       | Land                       | Punten                     |
| -------------------------- | -------------------------- | -------------------------- | -------------------------- |
| 1                          | Ester Ledecká              | CZE                        | 7250                       |
| 2                          | Selina Jörg                | GER                        | 4320                       |
| 3                          | Julia Dujmovits            | AUT                        | 4210                       |
| 4                          | Ramona Theresia Hofmeister | GER                        | 4110                       |
| 5                          | Alena Zavarzina            | RUS                        | 3430                       |
| 6                          | Jekaterina Toedegesjeva    | RUS                        | 3110                       |
| 7                          | Sabine Schöffmann          | AUT                        | 2790                       |
| 8                          | Claudia Riegler            | AUT                        | 2682                       |
| 9                          | Ladina Jenny               | SUI                        | 2658                       |
| 10                         | Ina Meschik                | AUT                        | 2540                       |

| Halfpipe (HP) | Halfpipe (HP)     | Halfpipe (HP) | Halfpipe (HP) |
| #             | Naam              | Land          | Punten        |
| ------------- | ----------------- | ------------- | ------------- |
| 1             | Chloe Kim         | USA           | 2800          |
| 2             | Liu Jiayu         | CHN           | 2640          |
| 3             | Cai Xuetong       | CHN           | 2040          |
| 4             | Queralt Castellet | ESP           | 2000          |
| 5             | Maddie Mastro     | USA           | 2000          |
| 6             | Kelly Clark       | USA           | 1900          |
| 7             | Sena Tomita       | JPN           | 1820          |
| 8             | Hikaru Oe         | JPN           | 1610          |
| 9             | Li Shuang         | CHN           | 1350          |
| 10            | Mirabelle Thovex  | FRA           | 1310          |

| Snowboardcrossteam (BXT) | Snowboardcrossteam (BXT) | Snowboardcrossteam (BXT) |
| #                        | Land                     | Punten                   |
| ------------------------ | ------------------------ | ------------------------ |
| 1                        | Frankrijk I              | 4000                     |
| 2                        | Frankrijk II             | 1900                     |
| 3                        | Canada I                 | 1400                     |
| 3                        | Canada III               | 1400                     |
| 5                        | Canada II                | 820                      |
| 6                        | Tsjechië I               | 800                      |
| 6                        | Italië IV                | 800                      |
| 8                        | Zwitserland I            | 760                      |
| 9                        | Rusland I                | 600                      |
| 9                        | Zwitserland II           | 600                      |

## Gemengd team

### Uitslagen
Legenda
- PGS = Parallelreuzenslalom
- PSL = Parallelslalom

| Datum      | Plaats      | Onderdeel | Eerste                                            | Tweede                                                    | Derde                                              |
| ---------- | ----------- | --------- | ------------------------------------------------- | --------------------------------------------------------- | -------------------------------------------------- |
| 06/01/2018 | Lackenhof   | PGS team  | Oostenrijk III Claudia Riegler Andreas Prommegger | Oostenrijk I Sabine Schöffmann Alexander Payer            | Duitsland I Selina Jörg Patrick Bussler            |
| 13/01/2018 | Bad Gastein | PSL team  | Oostenrijk II Sabine Schöffmann Alexander Payer   | Duitsland II Ramona Theresia Hofmeister Stefan Baumeister | Oostenrijk I Claudia Riegler Andreas Prommegger    |
| 18/03/2018 | Winterberg  | PSL team  | Italië I Nadya Ochner Roland Fischnaller          | Oostenrijk II Claudia Riegler Andreas Prommegger          | Oostenrijk III Julia Dujmovits Sebastian Kislinger |

### Eindstand
| Parallelteam (PRT) | Parallelteam (PRT) | Parallelteam (PRT) |
| #                  | Land               | Punten             |
| ------------------ | ------------------ | ------------------ |
| 1                  | Oostenrijk III     | 2400               |
| 2                  | Oostenrijk I       | 2090               |
| 3                  | Italië I           | 1760               |
| 4                  | Duitsland I        | 1450               |
| 5                  | Duitsland II       | 1200               |
| 6                  | Oostenrijk II      | 1200               |
| 7                  | Polen I            | 920                |
| 8                  | Zwitserland I      | 740                |
| 9                  | Rusland IV         | 500                |
| 9                  | Zwitserland IV     | 500                |

## Uitzendrechten
- Canada: CBC Sports[1]
- Duitsland: ARD/ZDF[2]
- Finland: Yle
- Nederland: Eurosport
- Noorwegen: NRK
- Zweden: SVT[3][4]
- Zwitserland: SRG SSR[5]